# Ricardo Marcenaro
Ricardo Arturo Marcenaro Frers (Buenos Aires, 30 de diciembre de 1946) es un abogado y político peruano de origen argentino. Es miembro del fujimorismo y fue congresista de la república durante 2 periodos, así como presidente interino del Congreso de la República en 1999. También fue congresista constituyente en 1992.

## Biografía
Nació en la ciudad Buenos Aires en Argentina, el 30 de diciembre de 1946. Hijo de Santiago Marcenaro Romero y Elisa Nancy Frers Cortes. Fue inscrito en el consulado peruano de Buenos Aires.  
Cursó su Educación primaria en el extranjero, principalmente en la India y Dinamarca; la secundaria la cursó en el Colegio Champagnat de Miraflores. 
En 1965 ingresó a la Pontificia Universidad Católica del Perú, donde cursó Letras (1965-1966) y Derecho (1967-1971). Se graduó de bachiller en Derecho y  se recibió como abogado en 1973; además, obtuvo una Maestría en Derecho Constitucional, también en dicha universidad (2008). 
Se dedicó al ejercicio de su profesión, así como a la docencia, en la Universidad de Lima y en la Universidad Tecnológica del Perú, de la cual fue Decano de la Facultad de Derecho y Ciencia Política (2005-2008) y Vicerrector Internacional (2009). 

## Trayectoria política

### Congresista Constituyente
En las elecciones constituyentes de 1992, postuló al Congreso Constituyente Democrático por Cambio 90-Nueva Mayoría y fue elegido Congresista Constituyente para el periodo parlamentario 1992-1995. 
Durante su labor en Congreso Constituyente fue Presidente de la Comisión de Trabajo y Seguridad Social y fue miembro de la Comisión Constitucional presidida por Carlos Torres y Torres Lara.

### Congresista de la República
En las elecciones generales de 1995, fue reelegido congresista por Cambio 90-Nueva Mayoría para el periodo parlamentario 1995-2000.
Durante su labor parlamentaria, fue primer vicepresidente de la Mesa Directiva presidida por Víctor Joy Way (1998-1999) y siendo reelegido para la Mesa Directiva presidida por Martha Hildebrandt (1999-2000). 
El 3 de enero de 1999, tras la juramentación del entonces Presidente del Congreso Víctor Joy Way a la Presidencia del Consejo de Ministros, Marcenaro, como 1.er Vicepresidente, asumió la Presidencia del Congreso de manera interina hasta el 26 de julio del mismo año.
Fue también miembro del Parlamento Amazónico y del Parlamento Andino; así como Vicepresidente de la Comisión de Asuntos Jurídicos (1996) y Vicepresidente del Parlamento Latinoamericano (2001).
En las elecciones generales del 2000, fue nuevamente reelegido congresista por la alianza Perú 2000 para el periodo parlamentario 2000-2005.
En noviembre del 2000, tras la censura a Martha Hildebrandt de la Presidencia del Congreso, Marcenaro fue candidato a la Presidencia del Congreso compitiendo contra Valentín Paniagua que era candidato de la oposición, sin embargo en dicha elección del legislativo, Marcenaro fue derrotado por Paniagua quien obtuvo 64 votos contra 51 votos del fujimorismo.
Tras la renuncia de Alberto Fujimori a la Presidencia de la República mediante un fax y la caída del régimen fujimorista el 19 de noviembre del mismo año, su cargo parlamentario fue reducido hasta el 2001 y Marcenaro decidió alejarse de la política.

## Obras
- El trabajo en la nueva Constitución (1995)
- El trabajo en las Constituciones latinoamericanas y europeas (2004 y 2006).